# Cucina saotomense

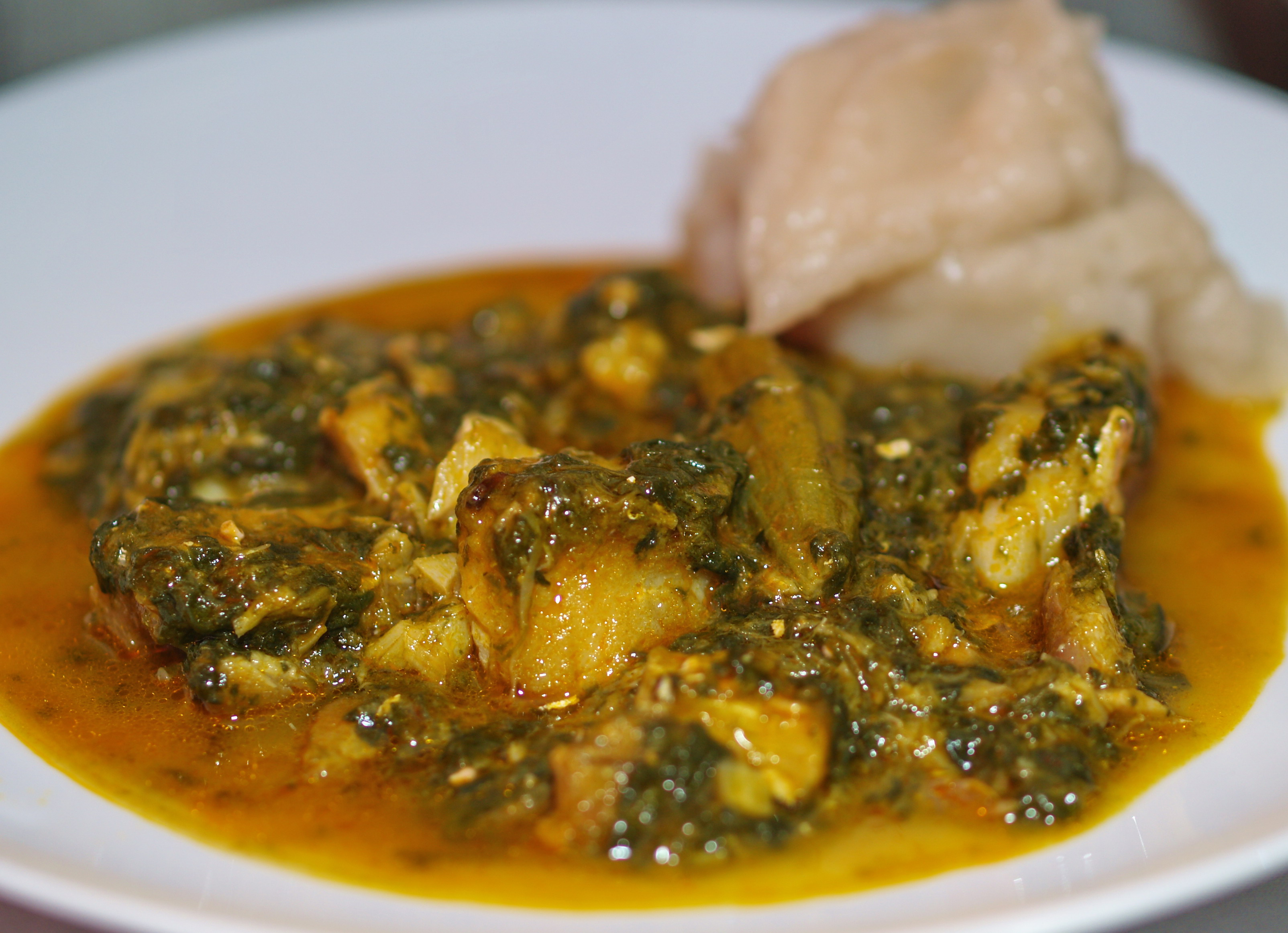
Calulu di pesce

La cucina saotomense comprende le abitudini culinarie di São Tomé e Príncipe. Essa si basa sul consumo di banane, frutti dell'albero del pane, riso, pane e pesce. I contatti commerciali con i popoli europei che approdarono nell'area nel XVIII e nel XIX secolo hanno fatto sì che la dieta saotomense sia ricca di ingredienti provenienti dall'Europa mediterranea, dall'Africa, dall'America tropicale e dall'Asia. Le spezie sono abbondantemente usate e i tempi di cottura variano dalle 5 alle 6 ore.

## Piatti principali

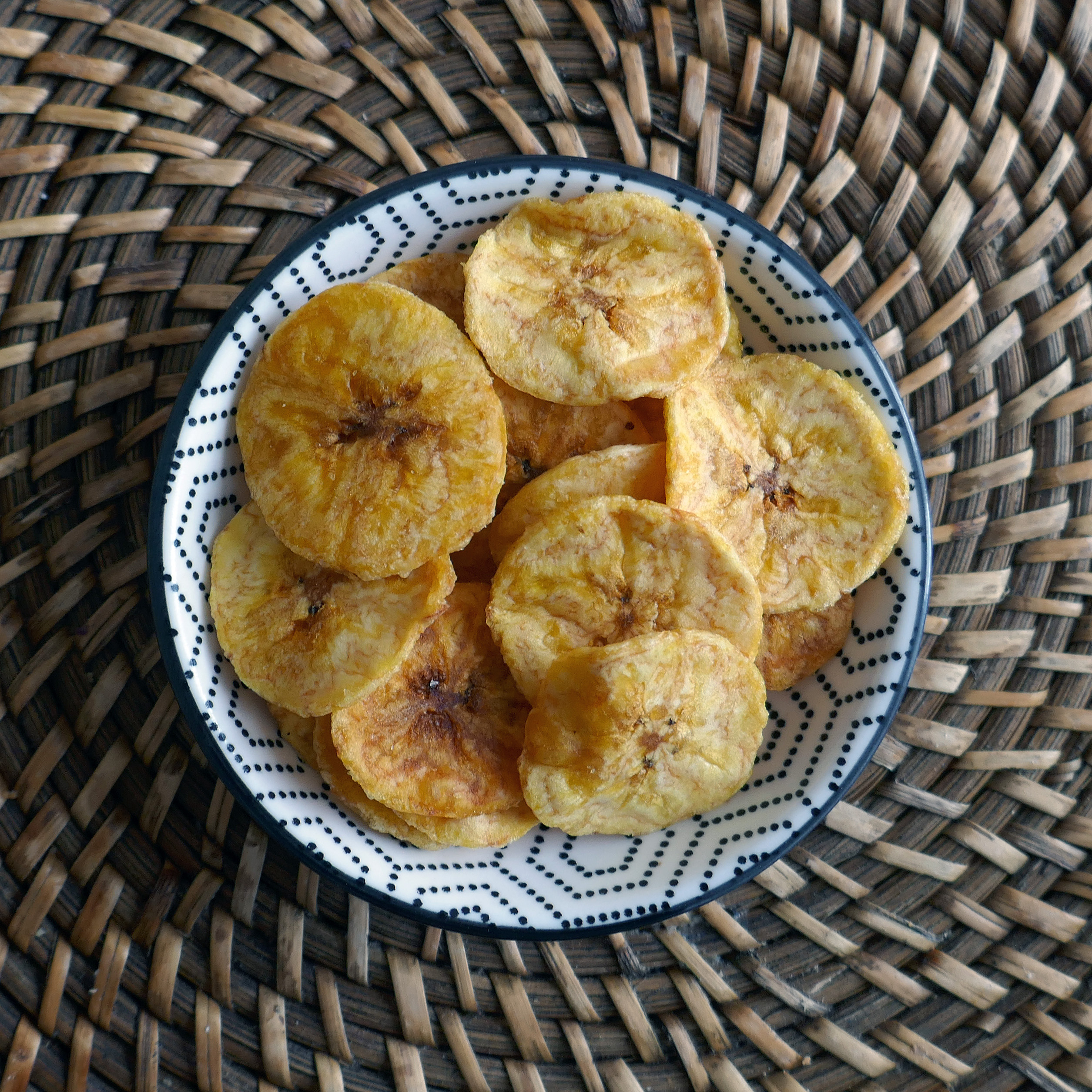
Chip di banane fritte

L'influenza portoghese è dominante nella dieta saotomense. Pollo e pesce sono le fonti proteiche principali e vengono marinati nelle spezie e grigliati. Grazie ai lusitani vennero importati dalle Americhe taro, manioca, fagioli, olio di palma, mais e papaya.
I piatti nazionali saotomensi sono frutto di un miscuglio tra cucina portoghese e cucine africane. Tra questi vi sono lo stufato di olio di palma, l'arroz doce (un pudding di mais e cocco servito a colazione), la cachupa (a base di fagioli verdi, fave e mais), il calulu che presenta diverse varianti (sia di pesce, sia di carne, insieme a verdure e spezie), e la barriga de peixe (pesce grigliato con riso, mainoca o frutto dell'albero del pane).
Il pesce può essere servito grigliato (grelhado), arrostito (asado) o bollito (cozido). Tra le specie più diffuse vi sono il pesce volante (peixe voador), la cernia rossa (cherne) e la spigola (corvina)
Le banane vengono impiegate in svariati modi, ad esempio per preparare degli snack di banane essiccate (banana seca), nei porridge, nella preparazione di una salsiccia di farina di mais chiamata fios oppure nel bobofrito, un pasto energico che consiste in banane fritte nell'olio di cocco.
Durante le occasioni speciali i saotomensi preparano una tavolata in stile portoghese con numerosi piatti da cerimonia. Le classi più agiate tendono a preparare pollo, capra, vitello oppure il tipico stufato brasiliano a base di fagioli noto come feijoada.
La frutta tropicale comprende papaya, ananas, avocado, banane e guava. Succhi di frutta e caffè sono ampiamente disponibili. Tra le bevande alcoliche più diffuse vi sono il vino di palma e la cacharamba.

## Abitudini culinarie
La colazione saotomense (matabicho, lett. "uccidere la bestiolina") comprende gli avanzi della cena precedente (jantar) e per pranzo mangiano uno snack (almoço). Per i creoli, un'alimentazione sostanziosa è segno di importanza sociale. In lingua forro vi sono due termini che indicano la corporatura di una persona: massabruta indica una persona robusta, mentre socanina indica una persona esile.